# Vinovica
Vinovica je vrsta jakoga alkoholnog pića. Proizvodi ju se destilacijom vina s ili bez vinskog taloga na manje od 86% vol. alkohola. Smije se napraviti redestilacija, ali na istu alkoholnu jakost. Da bi se vinovicu smjelo staviti na tržište, mora udovoljiti ovim uvjetima:
- alkoholna jakost gotovog proizvoda: najmanje 37,5% vol.;
- količina hlapivih tvari najmanje 140 grama na hektolitar, preračunato na 100% vol. alkohola;
- količina metanola najviše 400 grama na hektolitar, preračunato na 100% vol. alkohola.
- Nesmije se dodavati razrijeđeni niti nerazrijeđeni alkohola.
- Smije ju se aromatizirati.
- Karamel smije biti dodan vinovici samo kao sredstvo za prilagodbu boje.[1]